# Ньютон-Гамільтон (Пенсільванія)
Ньютон-Гамільтон (англ. Newton Hamilton) — місто (англ. borough) в США, в окрузі Міффлін штату Пенсільванія. Населення — 196 осіб (2020).

## Географія
Ньютон-Гамільтон розташований за координатами 40°23′35″ пн. ш. 77°50′7″ зх. д. / 40.39306° пн. ш. 77.83528° зх. д. (40.392991, -77.835345).  За даними Бюро перепису населення США в 2010 році місто мало площу 0,48 км², з яких 0,40 км² — суходіл та 0,08 км² — водойми.

## Демографія
Згідно з переписом 2010 року, у селищі мешкало 205 осіб у 85 домогосподарствах у складі 59 родин. Густота населення становила 429 осіб/км².  Було 100 помешкань (209/км²).
Расовий склад населення:
| - 97,1 % — білих - 1,0 % — чорних або афроамериканців - 2,0 % — осіб інших рас |

До двох чи більше рас належало 0,0 %. Частка іспаномовних становила 2,4 % від усіх жителів.
За віковим діапазоном населення розподілялося таким чином: 25,9 % — особи молодші 18 років, 57,0 % — особи у віці 18—64 років, 17,1 % — особи у віці 65 років та старші. Медіана віку мешканця становила 41,8 року. На 100 осіб жіночої статі у селищі припадало 88,1 чоловіків;  на 100 жінок у віці від 18 років та старших — 90,0 чоловіків також старших 18 років.
Середній дохід на одне домашнє господарство  становив 29 874 долари США (медіана — 23 500), а середній дохід на одну сім'ю — 32 635 доларів (медіана — 24 417). За межею бідності перебувало 46,2 % осіб, у тому числі 66,7 % дітей у віці до 18 років та 0,0 % осіб у віці 65 років та старших.
Цивільне працевлаштоване населення становило 43 особи. Основні галузі зайнятості: сільське господарство, лісництво, риболовля — 18,6 %, мистецтво, розваги та відпочинок — 16,3 %, публічна адміністрація — 14,0 %.